# 纹头文鸟
纹头文鸟（学名：Lonchura tristissima），是梅花雀科文鸟属的一种，分布于印度尼西亚和巴布亚新几内亚。该物种的保护状况被评为无危。
纹头文鸟的平均体重约为8.8克。栖息地包括亚热带或热带的（低地）湿润疏灌丛、乡村花园、亚热带或热带的湿润低地林、亚热带或热带的（低地）季节性湿润草原和城市。